# Helen Cutter
Helen Cutter es un personaje ficticio de la serie Primeval. Es interpretada por Juliet Aubrey.
Es uno de los personajes principales durante las tres primeras temporadas.

## Desarrollo
Helen era una científica conocida y renombrada en Inglaterra hasta que, un día desapareció sin dejar rastro. Todo el mundo la dio por muerta, incluido su esposo, Nick Cutter.
Tras el paso de ocho años, se descubre que no está muerta, sino que ha viajado por el tiempo y el espacio mediante portales en el tiempo, llamados "anomalías".

### Primera temporada
En la primera temporada, intenta que su esposo la siga, diciéndole que le está entregando el mejor regalo del mundo.
Es capturada, pero logra escapar.
Helen conoce las anomalías mejor que nadie y no quiere compartir sus conocimientos con nadie que no sea su esposo. Al final de esta temporada, viaja con Nick y unos soldados al interior de una anomalía. Por esta anomalía se llega al futuro, cosa que quería Helen desde un principio. Mintió para que los demás fuesen con ella. 
Estos sucesos, a simple vista, son los que originaron el cambio de Claudia/Jenny.

### Segunda temporada
En la segunda temporada, forma una unión con Oliver Leek en la otra línea evolutiva temporal, para lograr sus propósitos de cambiar el presente para ver qué pasa en el futuro. Ella pensaba que estaba al mando, pero Oliver la traiciona y todo en su plan falla. Incluso mata accidentalmente a su examante, Stephen Hart, ayudante de Nick.

### Tercera temporada
En la tercera temporada mata a su esposo con sus propias manos porque, según ella, este traería la destrucción de la vida en el planeta. Después de ello, desaparece hasta que los integrantes del CINA descubren que quiere matar al primer homínido para exterminar a la raza humana. Danny, Abby y Connor, van a detenerla y, gracias a la ayuda de un raptor que la mata, Helen no consigue llevar a cabo su plan. Ellos se quedan en el pasado atrapados, aunque en épocas distantes.

### Cuarta temporada
En la cuarta temporada su nombre sale en contadas ocasiones pero no aparece ella.  Al final de esta temporada, se descubre que mantenía una amistad con Philip Burton, un inversor del CINA que tiene objetivos ocultos.